# Guido Gezelle
Pour les articles homonymes, voir Guido et Gezelle.
Guido Gezelle, né le 1er mai 1830 à Bruges et mort le 27 novembre 1899 dans cette même ville, est un prêtre catholique et poète belge de langue néerlandaise.

## Biographie
Guido Pieter Theodorus Josephus Gezelle est le fils de  Pieter-Jan Gezelle, jardinier, et de Monica Devriese. 
Il étudie au petit séminaire de Roulers, puis au grand séminaire de Bruges. Il est ordonné prêtre en 1854. Il est professeur de collège à Roulers, où il est titulaire de la poesis (avant-dernière classe) et responsable des étudiants anglais. Le français domine à l'école, alors que le flamand est traité avec mépris : Gezelle défend la langue flamande. Il écrit ses premières séries de poèmes pour ses élèves : Vlaemsche Dichtoefeningen (« Exercices de poésie flamande ») (1858) et Kerkhofblommen (« Fleurs de cimetière ») (1858). 
En 1860 il devient professeur du collège anglais de Bruges, puis en 1861 sous-recteur jusqu'à la fermeture du collège anglais cette même année. Il devient alors professeur du Seminarium Anglo-Belgicum.   
En 1865 il est nommé vicaire à la paroisse Sainte-Walburge, toujours à Bruges. Cette même année, il fonde la revue flamande Rond den Heerd. La rédaction, tâche lourde, et les problèmes financiers détériorent sa santé; en 1871 il passe Rond den Heerd à Adolf Duclos.    
Quand il prend la défense du prolétariat, Guido Gezelle est sanctionné par son évêque, qui le nomme en 1872 vicaire (onderpastoor) de la paroisse Notre-Dame à Courtrai, alors une des plus pauvres de Flandre. Il y reste jusqu'en 1889. Il continue d'écrire dans la presse catholique flamande ; et il y participe à la guerre scolaire de 1879-1884. À Courtrai, il fonde la revue Loquelia.     
En 1889 il retourne à Bruges. Sa dernière fonction pastorale est directeur du Couvent anglais des sœurs de Notre-Dame-de-Nazareth à Bruges. Il revient à la poésie, qu'il n'a d'ailleurs jamais complètement abandonnée. Il fonde avec des professeurs 
du Sint-Lodewijkscollege (collège Saint-Louis) la revue Biekorf. 
Guido Gezelle meurt à Bruges le 27 novembre 1899.

## Le poète
Guido Gezelle écrivait dans une variante ouest-flamande du néerlandais. Sa poésie est empreinte aussi bien de néologismes que d'archaïsmes (moyen néerlandais) et de tournures dialectales.

## Honneurs
« Il fut décoré, honoré par le roi Léopold II, par l'Académie flamande, l'université de Louvain, et même par son évêque et le pape Léon XIII. »
- 1859 : Chanoine honoraire de Jérusalem.
- 1886 : Membre de l'Académie flamande
- 1887 : Docteur honoris causa de l'Université de Louvain.
- 1888 : La croix Pro Ecclesia et Pontifice.
- 1889 : Chevalier de l'Ordre de Léopold.
- 1900 : Staatsprijs voor Letterkunde pour Rijmsnoer  (posthume)

Sa maison natale à Bruges est aménagée en musée Gezelle depuis 1926. Dans plusieurs villes belges une rue ou un square porte son nom : Guido Gezelleplein à Bruges, Rue Guido Gezelle à Bruxelles, etc. En 2012, Guido Gezelle a été élu le plus grand héros brugeois.

## Œuvres
- 1858 : Vlaemsche Dichtoefeningen.
- 1860 : Kerkhofblommen.
- 1860 : Kleengedichtjes (1973: Petits poèmes, traduction par Jan Schepens).
- 1862 : Gedichten, Gezangen en Gebeden.
- 1893 : Tijdkrans.
- 1897 : Rijmsnoer.
- 1901 : Laatste Verzen.

Une bibliographie extensive de ses œuvres, y compris ceux consultables en ligne, se trouve sur la digitale bibliotheek voor de Nederlandse letteren (bibliothèque digitale des lettres néerlandaises) .
- 1965 :  Guido Gezelle, par Liliane Wouters, collection Poète d'aujourdhui, Pierre Seghers, éditeur.
- 1999 : Un compagnon pour toutes les saisons, anthologie, traduction par Liliane Wouters. (Le nom Gezelle signifie compagnon) [6].
- 2011 : La Fleur, vingt-sept poèmes traduits du flamand par Paul Claes.